# Paraguascia pigmentata
Paraguascia pigmentata là một loài chân đều trong họ Philosciidae. Loài này được Schultz miêu tả khoa học năm 1995.